# Elassopodus
Elassopodus is een geslacht van kreeftachtigen uit de klasse van de Malacostraca (hogere kreeftachtigen).

## Soort
- Elassopodus stellatus Tavares, 1993